# Олівейра-ду-Каштелу
Олівейра-ду-Каштелу (порт. Oliveira do Castelo; МФА: [o.ɫi.ˈvɐj.ɾɐ du kɐʃ.ˈte.ɫu]) — парафія в Португалії, у муніципалітеті Гімарайнш. Розташована в північно-західній частині країни, на теренах історичної португальської провінції Дору-Міню. Входить до складу округу Брага. За адміністративним поділом, чинним до 1976 року, терени парафії були складовою провінції Міню. Належить до Бразької архідіоцезії Католицької церкви. Патрон — Діва Марія. Площа — 0,6890 км². Населення — 3263 ос. (2011). Сильно урбанізований регіон. Густота населення — 4735,85 осіб/км²
. Код — 030834.

## Назва
- Гімарайнш (Олівейра-ду-Каштелу) (порт. Guimarães (Oliveira do Castelo)) — офіційна назва.

## Населення
| Кількість мешканців | Кількість мешканців | Кількість мешканців | Кількість мешканців | Кількість мешканців | Кількість мешканців | Кількість мешканців | Кількість мешканців | Кількість мешканців | Кількість мешканців | Кількість мешканців | Кількість мешканців | Кількість мешканців | Кількість мешканців | Кількість мешканців |
| ------------------- | ------------------- | ------------------- | ------------------- | ------------------- | ------------------- | ------------------- | ------------------- | ------------------- | ------------------- | ------------------- | ------------------- | ------------------- | ------------------- | ------------------- |
| 1864                | 1878                | 1890                | 1900                | 1911                | 1920                | 1930                | 1940                | 1950                | 1960                | 1970                | 1981                | 1991                | 2001                | 2011                |
| 3 400               | 3 626               | 3 718               | 4 084               | 4 278               | 3 926               | 4 324               | 4 905               | 5 408               | 5 501               | 4 579               | 4 887               | 3 687               | 3 448               | 3 265               |

## Пам'ятки
- Гімарайнський замок — замок Х—XIV століть, перша резиденція португальських королів.